# جيب كهفي
الجيب الكهفي (بالإنجليزية: Cavernous sinuses)‏ هو تجمع كبير لأوردة يوجد على جانب الغدة النخامية من كل جانب أي أن هناك وريدين كهفيين في الجمجمة يقع كل منهما على جهة من السرج التركي (sella turcica)، وبهذا فهما يقعان أيضًا على جانبي الغدة النخامية.

## تركيبه
يصب في الوريد الكهفي من الأمام الوريد العيني العلوي، والوريد العيني السفلي. أما من الخلف فتصب أوردة صغيرة في الاوردة الكهفية. هناك أوردة صغيرة تمتد بين الوريدين الكهفيين فتكون طريقة الاتصال بينهما وهذه الأوردة هي:
- الأوردة بين الأوردة الكهفية (intracavernous sinuses) وهذه تقع أمام وخلف الغدة النخامية.
- الأوردة التي تجمع الدم من القسم الأسفل من الدماغ تصب في الأوردة الكهفية أيضا.
- الأعصاب القحفية رقم 3 و 4 و 5 و6 لها علاقة شديدة بهذين الوريدين ولأن الشريان السباتي الداخلي (internal carotid artery) يمشي في داخل الوريد من كل جهة (فهو بذلك الشريان الوحيد في الجسم الذي يغطى بطبقة مبطنة من الداخل وطبقة مبطنة من الخارج أيضا endothelium) ويحيط بهذا الشريان الأعصاب السمبقاوية.

إذا حدث انفجار للشريان السباتي الباطن في داخل الجيب الكهفي فسينشأ ناسور شرياني وريدي ويسمى الناسور السباتي الكهفي. معظم الأوردة داخل الأم الجافية تتصل بالأوردة التي تقع خارج الجمجمة بواسطة أوردة صغيرة تسمى أوردة مشترية. كذلك فإن أورام الغدة النخامية في الدماغ تؤثر على الوريدين الكهفيين وعلى الأعصاب المحيطة بها.

## معرض صور

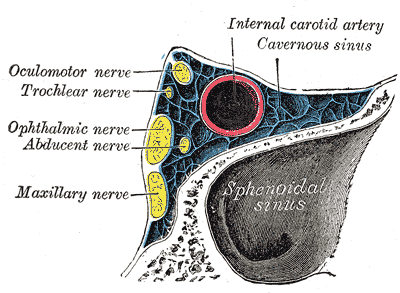
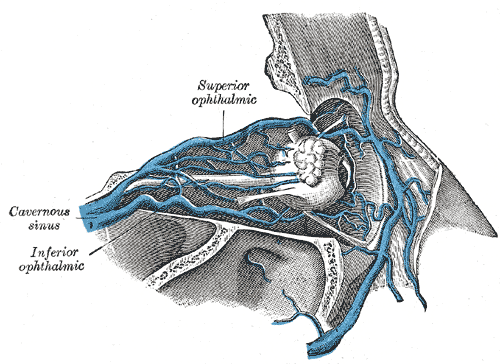
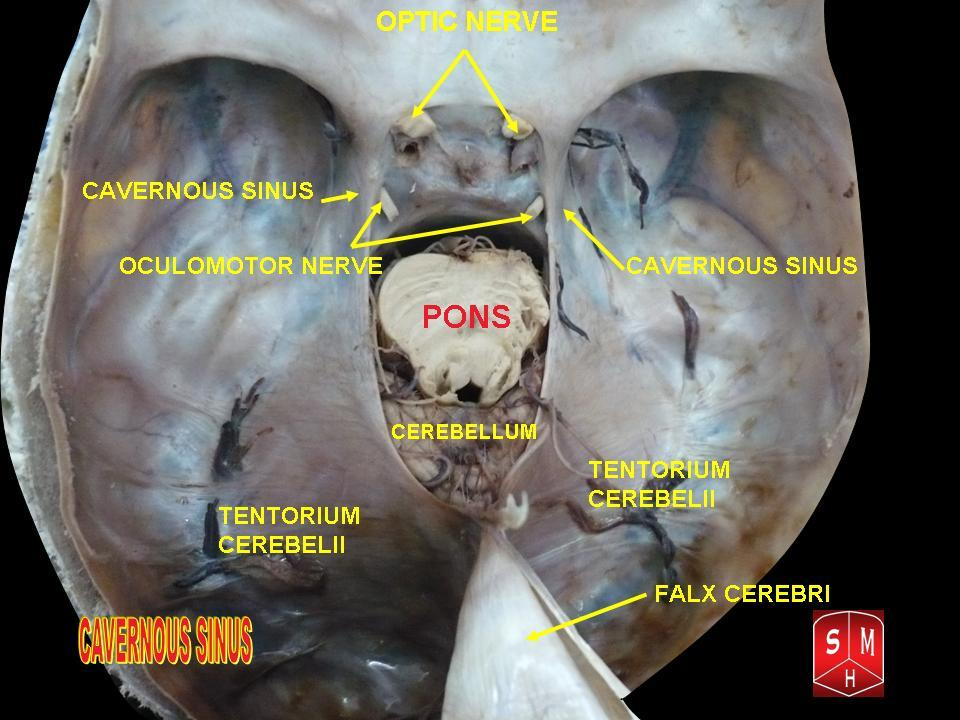